# Hermannia diversistipula
Hermannia diversistipula är en malvaväxtart som beskrevs av Presl. Hermannia diversistipula ingår i släktet Hermannia och familjen malvaväxter. Utöver nominatformen finns också underarten H. d. graciliflora.